# Федеральне міністерство продовольства та сільського господарства Німеччини
Федеральне міністерство продовольства та сільського господарства Німеччини (нім. Bundesministerium für Ernährung und Landwirtschaft, BMEL) — одне з міністерств Німеччини, засноване як Федеральне міністерство захисту прав споживачів, продовольства та сільського господарства 22 січня 2001 року. Захистом прав споживачів опікується Федеральне міністерство охорони здоров'я.

## Структура управління
Міністерство підрозділяється на шість відділів:
- Відділ 1: Центральний апарат;
- Відділ 2: Продовольча політика, безпека продукції та інновації;
- Відділ 3: Безпека харчових продуктів та здоров'я тварин;
- Відділ 4: Сільські території, стимулювання, сільськогосподарські ринки;
- Відділ 5: Біоекономіки, заснована на сталий розвиток сільського і лісового господарства;
- Відділ 6: Політика ЄС, міжнародне співробітництво, рибальство.